# Olympische Sommerspiele 2008/Teilnehmer (Nicaragua)
| Gelbes Symbol für Goldmedaillen mit stilisierten Olympischen Ringen | Graues Symbol für Silbermedaillen mit stilisierten Olympischen Ringen | Braundes Symbol für Bronzemedaillen mit stilisierten Olympischen Ringen |
| ------------------------------------------------------------------- | --------------------------------------------------------------------- | ----------------------------------------------------------------------- |
| —                                                                   | —                                                                     | —                                                                       |

Nicaragua war mit der Teilnahme an den Olympischen Sommerspielen 2008 in Peking insgesamt zum 10. Mal bei Olympischen Spielen vertreten. Die erste Teilnahme war 1968.

## Teilnehmer nach Sportarten

### Gewichtheben
- Karla Moreno
Frauen, Klasse bis 48 kg

### Leichtathletik
| Disziplin        | Männer              | Frauen           |
| ---------------- | ------------------- | ---------------- |
| 100 Meter Sprint |                     | Jessica Aguilera |
| 200 Meter Sprint | Juan Miguel Zeledón |                  |

### Schießen
- Walter Martínez
Männer, 10 Meter Luftpistole, 50 Meter Gewehr, liegend

### Schwimmen
- Dalia Tórrez Zamora
Frauen, 50 Meter Freistil
- Yasser Núñez
Männer, 50 Meter Freistil